# Campyloneurum oellgaardii
Campyloneurum oellgaardii là một loài thực vật có mạch trong họ Polypodiaceae. Loài này được B. León miêu tả khoa học đầu tiên năm 1995.